# 卡辛卡·冯·戴希曼
卡辛卡·冯·戴希曼（Kathinka von Deichmann，1994年5月16日—），列支敦士登女子网球运动员。
截至2024年10月，冯·戴希曼在ITF女子世界网球巡回赛上有15个单打和4个双打冠军。她代表列支敦士登参加比利·简·金杯（原联合会杯），她也是列支敦士登历史上首个参加大满贯正赛的网球运动员。

## 职业生涯
冯·戴希曼首次亮相WTA巡回赛是在2014年纽伦堡杯，她和伊冯·穆斯伯格搭档获得了一张双打外卡。
在通过2018年美国网球公开赛女子单打资格赛进入正赛之后，冯·戴希曼成为列支敦士登历史上首个晋级网球大满贯赛事正赛的网球运动员，为她的国家创造历史。随后，她在第一轮中输给了资格赛选手安赫林娜·加里宁娜。
作为一名幸运落败者，冯·戴希曼在2024年布拉格网球公开赛首轮直落两盘击败赛会8号种子安娜·卡罗利娜·施米德洛娃，赢得了她在WTA巡回赛中的首场完整比赛（此前2场比赛都因对手退赛获胜）。
在2024年布加勒斯特网球冠军赛上她首次打入WTA125巡回赛决赛。

## WTA125决赛

### 单打:1 （亚军）
| 结果 | 胜-负 | 日期      | 巡回赛                         | 场地 | 对手           | 比分          |
| ---- | ----- | --------- | ------------------------------ | ---- | -------------- | ------------- |
| 负   | 0-1   | 2024年9月 | 布加勒斯特网球冠军赛, 罗马尼亚 | 泥地 | Miriam Bulgaru | 6–3, 1–6, 6–4 |